# Michael Mantler
Michael Mantler (Vienna, 10 agosto 1943) è un trombettista, compositore e produttore discografico austriaco di musica jazz. Ex marito di Carla Bley e padre di Karen Mantler, con le quali ha spesso suonato, ha al suo attivo collaborazioni con diversi altri artisti, tra cui Robert Wyatt, Cecil Taylor, London Symphony Orchestra, Jack Bruce, Marianne Faithfull, John Greaves, Peter Blegvad e Don Preston. Nell'arco della carriera si è impegnato nella realizzazione, produzione e distribuzione di musica indipendente, al di fuori del circuito delle grandi etichette discografiche.

## Biografia

### Negli Stati Uniti
Dopo aver studiato tromba e musicologia all'accademia musicale dell'Università di Vienna, Mantler si trasferì nel 1962 negli Stati Uniti per continuare gli studi al Berklee College of Music di Boston. Due anni dopo si spostò a New York, dove iniziò a suonare la tromba con artisti locali, tra i quali Cecil Taylor, e fu uno dei membri fondatori del Jazz Composer's Guild, un collettivo di musicisti attivo nelle rivendicazioni per ottenere migliori condizioni contrattuali e la possibilità di pubblicare i propri lavori senza scendere a compromessi. In questo periodo formò la Jazz Composer's Orchestra con Carla Bley, diventata la sua compagna, con la quale nel 1965 incise il primo disco, Communication. Andò quindi in tournée in Europa con il Jazz Realities Quintet, di cui facevano parte anche Steve Lacy e la Bley. Dall'unione con la Bley nacque nel 1966 la figlia Karen Mantler, la coppia si sposò nel 1967 ed avrebbe divorziato nel 1992.
Tra i lavori più importanti di Mantler tra la fine degli anni sessanta ed i primi anni settanta vi furono un album con la Jazz Composer's Orchestra, il contributo negli album della Bley A Genuine Tong Funeral e Escalator over the Hill, e nella Liberation Music Orchestra di Charlie Haden. Dall'esigenza di distribuire in modo indipendente i dischi della Jazz Composer's Orchestra, Mantler fondò nel 1972 la New Music Distribution Service, un'organizzazione di cui avrebbero fruito molte etichette indipendenti per circa 20 anni.
Nel 1973 fondò con la Bley l'etichetta WATT Works, nata per realizzare gli album della coppia. L'anno dopo inaugurò il proprio studio di registrazione nei pressi di Woodstock, per liberarsi dei condizionamenti imposti dagli studi di registrazioni presenti sul mercato. In quegli anni le sue apparizioni dal vivo furono limitate ai concerti della Carla Bley Band, ma registrò diversi album con musicisti di rilievo quali la stessa Bley e la figlia Karen, Jack Bruce, Robert Wyatt, Kevin Coyne, Larry Coryell, Tony Williams, Nick Mason, la London Symphony Orchestra, Philip Catherine, Don Preston, Marianne Faithfull, John Greaves e la Liberation Music Orchestra di Haden.

### Ritorno in Europa
Nel 1991 tornò a vivere in Europa, soggiornando soprattutto a Copenaghen e nel sud della Francia. Avendo chiuso il rapporto con la WATT quando aveva lasciato l'America, dal 1993 iniziò a lavorare per l'etichetta tedesca ECM. Quello stesso anno formò l'ensemble "Chamber Music and Songs", con Mona Larsen, Bjarne Roupé, Kim Kristensen e un quartetto d'archi. Continuò le collaborazioni con molti dei musicisti ai quali si era accompagnato nel periodo americano; tra i nuovi artisti del periodo europeo vi sono stati il Balanescu Quartet, Per Jørgensen, Susi Hyldgaard, Bob Rockwell, Roswell Rudd, Pedro Carneiro, Majella Stockhausen e Per Salo. Tra le sue opere più recenti c'è l'album The Jazz Composer's Orchestra Update, uscito nel 2014, realizzato con il contributo della Nouvelle Cuisine Big Band, dei solisti Bjarne Roupé, David Helbock, Wolfgang Puschnig, Harry Sokal e del radio.string.quartet.vienna.
Comment c'est, un ciclo di canzoni per voce (Himiko Paganotti) e orchestra da camera (il Max Brand Ensemble) è stato premiato con due concerti a Porgy & Bess a Vienna nel settembre 2016. Una registrazione in studio del lavoro è stata pubblicata da ECM Records nel mese di novembre 2017.
Con il progetto successivo, le Orchestra Suites, ha continuato a lavorare su ulteriori rivisitazioni orchestrali di opere più antiche, scegliendo in modo molto selettivo materiale per ulteriori "aggiornamenti" di diverse musiche a lui particolarmente care. Il risultato è stato una serie di suite (HideSeek, Alien, Cerco, Folly, TwoThirteen) per un'orchestra più ampia, diretta da Christoph Cech, presentata e registrata in tre concerti nel settembre 2019, sempre al Porgy & Bess di Vienna. L'album risultante, CODA - Orchestra Suites, così come una serie di edizioni cartacee (comprese partiture incise e facsimile di lavori registrati selezionati di un periodo di 50 anni), sono stati pubblicati nel luglio 2021 da ECM Records.
Le composizioni del suo album Concertos sono state eseguite nel settembre 2021 a Vienna e di nuovo a Graz al Big Band Bang Festival nel 2022, con lo Janus Ensemble e solisti, diretti da Christoph Cech.
Canzoni per clarinetto basso (Gareth Davis) e solisti di tromba, ensemble vocali e di ottoni e percussioni, con testi di Samuel Beckett, Ernst Meister, Giuseppe Ungaretti e Michael Mantler, sono state presentate in prima assoluta nell'ottobre 2022 al festival Jazz Goes to Town a Hradec Králové nel Repubblica Ceca, seguita da una replica al Porgy & Bess di Vienna.
Il New Songs Ensemble con John Greaves (voce), Annie Barbazza (voce), Michael Mantler (tromba), Gareth Davis (clarinetto basso), Bjarne Roupé (chitarra), David Helbock (piano) e il radio.string.quartet - Bernie Mallinger (violino), Igmar Jenner (violino), Cynthia Liao (viola), Sophie Abraham (violoncello) - hanno eseguito nuove versioni delle stesse canzoni al Porgy & Bess di Vienna nel settembre 2023.
Tra i vari riconoscimenti che ha ricevuto per la propria musica, vi sono stati il Premio dello Stato austriaco per la musica improvvisata, il Premio Prandtauer della città di Sankt Pölten ed il Premio musicale della città di Vienna,e nel 2023 gli è stata conferita anche la Croce d'Onore austriaca per le Scienze e le Arti, di Prima Classe..

## Discografia

### Come artista principale e compositore
- 1966: Communication (Fontana), con la Jazz Composer's Orchestra
- 1966: Jazz Realities (Fontana), con Steve Lacy e Carla Bley
- 1968: The Jazz Composer's Orchestra (JCOA/ECM), con Cecil Taylor, Don Cherry, Pharoah Sanders, Larry Coryell, Roswell Rudd e Gato Barbieri
- 1974: No Answer (Watt/ECM), con Don Cherry, Jack Bruce e Carla Bley
- 1975: 13 (Watt/ECM)
- 1976: The Hapless Child (And Other Inscrutable Stories) (Watt/ECM), con Robert Wyatt, Terje Rypdal e Jack DeJohnette; su testi di Edward Gorey
- 1977: Silence (Watt/ECM), con Robert Wyatt, Kevin Coyne e Chris Spedding; su testi di Harold Pinter
- 1978: Movies (Watt/ECM), con Larry Coryell, Steve Swallow e Tony Williams
- 1980: More Movies (Watt/ECM), con Philip Catherine, Steve Swallow e Gary Windo
- 1983: Something There (Watt/ECM), con Nick Mason, Mike Stern, Michael Gibbs e gli archi della London Symphony Orchestra
- 1985: Alien (Watt/ECM), con Don Preston
- 1987: Live  (Watt/ECM), con Jack Bruce, Rick Fenn, Don Preston, John Greaves e Nick Mason
- 1988: Many Have No Speech (Watt/ECM), con Jack Bruce, Marianne Faithfull, Robert Wyatt, Rick Fenn, la Danish Radio Concert Orchestra; su testi di Samuel Beckett, Philippe Soupault, Ernst Meister
- 1990: The Watt Works Family Album (WATT/ECM)
- 1993: Folly Seeing All This (ECM), con il Balanescu String Quartet, Rick Fenn e Jack Bruce; su testi di Samuel Beckett
- 1995: Cerco Un Paese Innocente (ECM), con Mona Larsen, Chamber Ensemble e la Danish Radio Big Band, su testi di Giuseppe Ungaretti
- 1997: The School of Understanding (opera) (ECM), con Jack Bruce, Mona Larsen, Susi Hyldgaard, John Greaves, Don Preston, Karen Mantler, Per Jørgensen, Robert Wyatt, Chamber Ensemble, gli archi della Danish Radio Concert Orchestra diretti da Giordano Bellincampi; su testi di Michael Mantler
- 2000: Songs and One Symphony (ECM), con Mona Larsen, Chamber Ensemble e la Radio Symphony Orchestra Frankfurt diretta da Peter Rundel; su testi di Ernst Meister
- 2001: Hide and Seek (ECM), con Robert Wyatt, Susi Hyldgaard, e Chamber Ensemble; su testi di Paul Auster
- 2006: Review (ECM), raccolta di incisioni del periodo 1968 - 2000
- 2008: Concertos (ECM), con Bjarne Roupé, Bob Rockwell, Roswell Rudd, Pedro Carneiro, Majella Stockhausen, Nick Mason e la Kammerensemble Neue Musik Berlin diretta da Roland Kluttig
- 2011: For Two (ECM), con Bjarne Roupé e Per Salo
- 2014: Jazz Composer's Orchestra Update, con Bjarne Roupé, Harry Sokal, Wolfgang Puschnig, David Helbock, radio.string.quartet.vienna, e la Nouvelle Cuisine Big Band diretta da Christoph Cech
- 2017: Comment c'est (ECM), con Michael Mantler, Himiko Paganotti, Max Brand Ensemble diretta da Christoph Cech; su testi di Michael Mantler
- 2021: Coda - Orchestra Suites (ECM) — con Michael Mantler, Bjarne Roupé, David Helbock, orchestra diretta da Christoph Cech
- 2024: Sempre Notte (Dark Companion Records) — con Michael Mantler, John Greaves, Annie Barbazza, Bjarne Roupé, Gareth Davis etc.

### Con Carla Bley
- 1972 : Escalator over the Hill (JCOA/ECM)
- 1974 : Tropic Appetites (Watt/ECM)
- 1976 : The Hapless Child (Watt/ECM)
- 1977 : Dinner Music (Watt/ECM)
- 1978 : European Tour 1977 (Watt/ECM)
- 1979 : Musique Mecanique (Watt/ECM)
- 1981 : Social Studies (Watt/ECM)
- 1981 : Amarcord Nino Rota (Hannibal) — various artists
- 1982 : Live! (Watt/ECM)
- 1983 : Mortelle randonnée (Polygram), bande originale du film de Claude Miller
- 1984 : I Hate to Sing (Watt/ECM)
- 1984 : Heavy Heart (Watt/ECM)
- 1984 : That's the Way That I Feel Now (A&M) — various artists

### Come musicista di supporto
- 1969: A Genuine Tong Funeral, Gary Burton (RCA)
- 1970: Liberation Music Orchestra, Charlie Haden e la Liberation Music Orchestra (Impulse!)
- 1976: Kew. Rhone., John Greaves e Peter Blegvad (Virgin)
- 1981: Nick Mason's Fictitious Sports, Nick Mason (Harvest)
- 1983: The Ballad of the Fallen Charlie Haden e la Liberation Music Orchestra (ECM)